# 大山鳴動

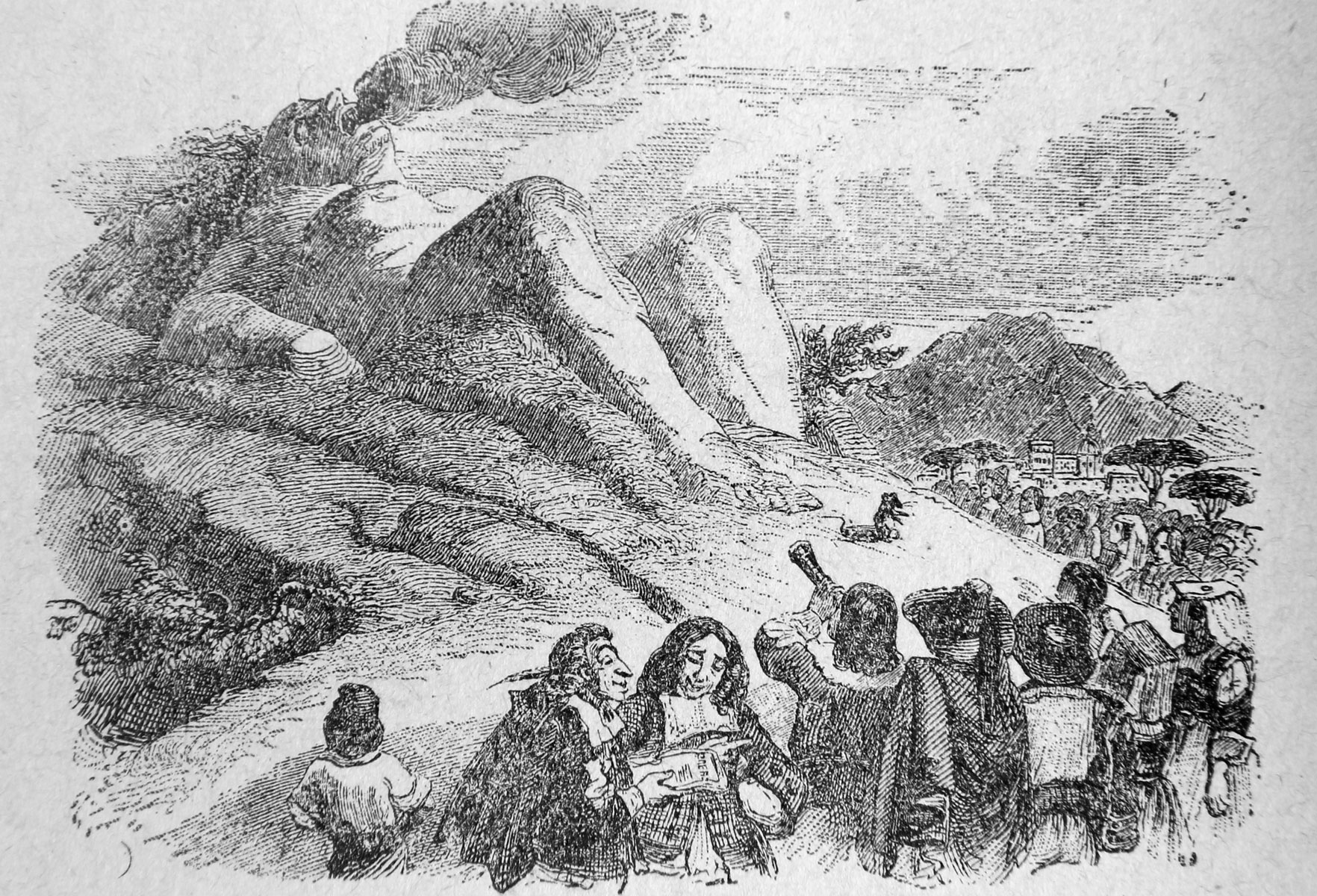
ラ・フォンテーヌ寓話の挿絵（J・J・グランヴィル画）

「大山鳴動」（たいざんめいどう）はイソップ寓話の1篇、または格言。ペリー・インデックス520番。

## 概要
この話はギリシア語の寓話集には見えないが、1世紀のパエドルスによるラテン語韻文の寓話集の第4巻第24話に見える。原題は「産気づいた山」(Mons Parturiens)である。内容はわずか4行で、山が産気づいてうめき声を上げ、大きな期待がかかったが、生まれたのはネズミだったという話。大口を叩きながら何も実行に移さない人を批判する。
紀元前1世紀のホラティウス『詩論』139行にも「山が産気づくが、滑稽なネズミが生まれるだろう」(Parturient montes, nascetur ridiculus mus.)という一文があり、構想ばかりが大きくて実際の詩に反映されないことを批判している。
プルタルコス『対比列伝』のアゲシラオス36.5では、タコスによるペルシア遠征を助けるためにスパルタ王アゲシラオスがエジプトを訪問した。エジプト人の期待は高かったが、彼が到着してみると、小男だったために人々は大笑いし、古い格言を引いて「山がネズミを産んだ」と言ったとする。アテナイオス『食卓の賢人たち』616dにも同様の話が見えるが、ここではアゲシラオスが「いずれ私をライオンと思うでしょう」と答えている。
もともと寓話ではなく、本来はギリシア語の格言であったものをパエドルスが寓話集の中に採用したものとも考えられる。
パエドルスの話は中世のロムルス集を経由して15世紀のシュタインヘーヴェルによる寓話集に収録され、イソップ寓話として広く知られるに到った。
17世紀のラ・フォンテーヌの寓話詩では第5巻第10話「出産する山」 (fr:La Montagne qui accouche) として収録されている。山の出す音が大きいので人々はパリより大きな町を生むに違いないと期待するが、生まれたのはネズミだった。ホラティウスと同じくラ・フォンテーヌも大言を吐くばかりの作者を非難している。

## 日本での伝承
日本ではキリシタン版『エソポのハブラス』や江戸時代の『伊曽保物語』には収録されていないが、明治時代の渡部温『通俗伊蘇普物語』には「鼠の仕業する話」として収録され（ただし題は英語の「in labor」が「産気づく」という意味であることに気づかず読み間違ったものかという）、その後上田万年『新訳伊蘇普物語』（1908年）に「山岳鳴動」、巌谷小波『イソップお伽噺』（1911年）に「山岳の鳴動」、楠山正雄『イソップ物語』（1916年）では「大山鳴動」の題で収録されている。上田万年の解説によるとこの話は「誰にもお馴染」になっていて寓話というより諺として用いられているという。
成句としての「大山鳴動」がどのように使われ始めたのか明らかでないが、1900年ごろには使用例がある。「大山」を「泰山」と書いたものも同じくらい古い例がある。